# フランセス・イエイツ
フランセス・イエイツ（英語: Frances Amelia Yates}, DBE, FBA、1899年11月28日 - 1981年9月29日、女性）は、イギリスの思想史家。「プラトン・アカデミー」等、ルネサンス期のネオプラトニズム関連研究をおこなった。 

## 経歴
1899年、イングランドのハンプシャー州ポーツマスに生まれた。ロンドン大学を卒業し、大英博物館に勤務。ジョルダーノ・ブルーノの翻訳論文がきっかけで、当時ロンドン大学付属ウォーバーグ研究所に在職中だったエドガー・ウィント(Edgar Wind)と知り合うこととなり、ロンドン大学付属ウォーバーグ研究所に勤務することとなった。後にはエルンスト・ゴンブリッチらとも同僚となった。
晩年はウォーバーグ研究所名誉研究員になった。アビ・ヴァールブルクの論考に決定的な影響を受け、ルネサンス期の精神史研究に没入していった。著書は十数冊出されており、清水純一ら、日本人ルネサンス研究者とも交流があり、日本語訳は生前から出版されている。彼女は、1975年にアメリカ芸術科学アカデミーの外国人名誉会員に選出された。

## 日本への影響
1970年代初頭に、山口昌男『本の神話学』（中央公論社／改版・中公文庫）で紹介、林達夫も評価していた。他に村上陽一郎『フランセス・イエイツ考』（「ヴァールブルク学派」所収、平凡社、1998年）、高山宏『魔の王が見る』（ありな書房、1994年）で紹介がある。

## 著作
日本語訳
- 『エリザベス女王　星の処女神　十六世紀における帝国の主題』
　Astraea The Imperial Theme in the Sixteenth century

西澤龍生・正木晃訳、東海大学出版会、1982年　
- 『星の処女神とガリアのヘラクレス　十六世紀における帝国の主題』
　Astraea  The Imperial Theme in the Sixteenth century

西澤龍生・正木晃訳、東海大学出版会、1983年
- 『世界劇場』、Theatre of the World

藤田実訳、晶文社、1978年、再版1985年ほか
- 『シェイクスピア最後の夢』、Shakespeare's Last Plays

藤田実訳、晶文社、1980年、第2版1989年
- 『魔術的ルネサンス　エリザベス朝のオカルト哲学』
　The occult philosophy in the Elizabethan age

内藤健二訳、晶文社〈晶文全書〉、1984年、新版1993年
- 『薔薇十字の覚醒　隠されたヨーロッパ精神史』
　The Rosicrucian Enlightenment

山下知夫訳、工作舎、1986年、新装版2019年
- 『ヴァロワ・タピスリーの謎』、The Valois tapestries

藤井康生・山田由美子訳、平凡社〈ヴァールブルクコレクション〉、1989年
- 『記憶術』、The art of memory

玉泉八州男監訳、青木信義訳、水声社、1993年
- 『十六世紀フランスのアカデミー』
　The French academies of the sixteenth century

高田勇訳、平凡社〈ヴァールブルク・コレクション〉、1996年
- 『ジョルダーノ・ブルーノとヘルメス教の伝統』
　Giordano Bruno and the Hermetic tradition

前野佳彦訳、工作舎、2010年。ISBN 4875024290
- 『ジョン・フローリオ　シェイクスピア時代のイングランドにおける一イタリア人の生涯』
　John Florio : The Life of an Italian in Shakespeare's England

正岡和恵・二宮隆洋訳、中央公論新社、2012年
没後刊行著作（論文・エッセー集）
- Lull and Bruno, Collected Essays Vol.I, 1982.
- Renaissance and Reform:　The Italian Contribution　Collected Essays Vol.II, 1983.
- Ideas and Ideals in the North European Renaissance Collected Essays Vol.III, 1984.

## 伝記
- マージョリー・G・ジョーンズ 『フランシス・イェイツとヘルメス的伝統』

正岡和恵・二宮隆洋訳、作品社、2010年2月。ISBN 4861822793